# Brando (priimek)
Brando je priimek več znanih oseb:
- Jocelyn Brando (1919—2005), ameriška igralka
- Marlon Brando (1924—2004), ameriški igralec
- Paul Brando (1894—1978), nemški politik